# Willy Baum
Willy Kurt Jean Baum, född 18 augusti 1905 i Berlin, död 21 januari 1948 i Endorf, Oberbayern, var en tysk konstnär.
Han var son till sångaren Anton Baum och Jeanette Nauman. Baum studerade konst vid konstakademien i Berlin och för Kalmán i München. Han vistades i Sverige en kortare tid under 1940-talet och ställde ut sin konst i bland annat Tranås. Han var främst porträtt- och landskapsmålare.